# MTV Europe Music Awards 2011
Церемония MTV Europe Music Awards 2011 прошла 6 ноября в «Odyssey Arena» в Белфасте, Северная Ирландия. Вести церемонию было поручено Селене Гомес. 19 сентября 2011 года MTV Networks International объявила 2011 кандидатов.

## Выступления

### Диджитал-шоу
- Snow Patrol — «This Isn't Everything You Are»
- Jason Derülo — «Don't Wanna Go Home»

### Пре-шоу
- Jason Derülo-It Girl / In My Head"

### Основное шоу
- Coldplay — «Every Teardrop Is a Waterfall»[1]
- LMFAO при участии Лорен Беннетт и GoonRock — «Party Rock Anthem»[1]
- Bruno Mars — «Marry You»[2]
- Jessie J — «Price Tag»[1]
- Red Hot Chili Peppers — «The Adventures of Rain Dance Maggie»[3]
- Lady Gaga — «Marry the Night»[2]
- Selena Gomez & the Scene — «Hit the Lights»[4]
- Snow Patrol — «Called Out in the Dark»
- Justin Bieber — «Mistletoe / Never Say Never»[5]
- David Guetta при участии Taio Cruz, Ludacris и Jessie J — «Sweat (David Guetta Remix) / Little Bad Girl / Without You»[5]
- Queen[6]
- Adam Lambert и Queen — The Show Must Go On / We Will Rock You / We Are the Champions[7]

## При участии
- Nicole Polizzi
- Jennifer Farley
- Ashley Rickards

## Номинанты
Победители выделены жирным.

### Лучший певец
- Бруно Марс
- Давид Гетта
- Эминем
- Джастин Бибер
- Канье Уэст

### Лучшая певица
- Адель
- Beyonce
- Дженнифер Лопес
- Кэти Перри
- Lady Gaga

### Лучшая песня
- Адель — «Rolling in the Deep»
- Бруно Марс — «Grenade»
- Дженнифер Лопес и Pitbull — «On the Floor»
- Кэти Перри — «Firework»
- Lady Gaga — «Born This Way»

### Лучший клип
- Адель — «Rolling in the Deep»
- Beastie Boys — «Make Some Noise»
- Бейонсе — «Run the World»
- Justice — «Civilization»
- Lady Gaga — «Born This Way»

### Лучший поп-артист
- Бритни Спирс
- Джастин Бибер
- Кэти Перри
- Lady Gaga
- Rihanna

### Лучшая рок-группа
- Coldplay
- Foo Fighters
- Linkin Park
- Kings of Leon
- Red Hot Chili Peppers

### Лучшая альтернативная группа
- Arctic Monkeys
- Arcade Fire
- 30 Seconds to Mars
- The Strokes
- My Chemical Romance

### Лучший хип-хоп/рэп артист
- Эминем
- Lil Wayne
- Канье Уэст и Jay-Z (группа The Throne)
- Pitbull
- Snoop Dogg

### Лучшее живое выступление
- Coldplay
- Foo Fighters
- Кэти Перри
- Lady Gaga
- Red Hot Chili Peppers

### Лучший новый артист
- Бруно Марс
- Джесси Джей
- Wiz Khalifa
- LMFAO
- Far East Movement

### Прорыв года
- Алексис Джордан
- Big Time Rush
- Бруно Марс
- Джесси Джей
- Кэти Би
- Wiz Khalifa
- Theophilus London
- Neon Trees
- LMFAO
- Far East Movement

### Лучшее выступление в рамках «MTV World Stage»
- The Black Eyed Peas
- Энрике Иглесиас
- Kings of Leon
- Linkin Park
- Ozzy Osbourne
- Snoop Dogg
- 30 Seconds to Mars
- Diddy – Dirty Money
- My Chemical Romance
- Arcade Fire

### Лучшие фанаты
- 30 Seconds to Mars
- Джастин Бибер
- Lady Gaga — Little Mons†ers
- Селена Гомес
- Paramore

### Лучший международный артист
- Лена
- Бритни Спирс
- Restart
- группа Big Bang
- Abdelfattah Grini

## Региональные награды

### Лучший азиатский/океанический артист
- Агнес Моника
- группа Big Bang
- Exile
- Готье
- Jane Zhang
- Jay Chou
- Сиа

### Лучший латинский артист
- Ádammo
- Babasónicos
- Belanova
- Calle 13
- Don Tetto
- No te va gustar
- Panda
- Restart
- Seu Jorge
- Zoé

### Лучший американский артист
- Бейонсе
- Бритни Спирс
- Бруно Марс
- группа Foo Fighters
- Джастин Бибер
- Кэти Перри
- Леди Гага
- Lil Wayne

### Лучший индийский/африканский/арабский артист
- Abdelfattah Grini
- Black Coffee
- Cabo Snoop
- Fally Ipupa
- Scribe
- Wizkid

### Лучший европейский артист
- Адель
- Лена
- Medina
- Лаури Юлёнен
- Eva & The Heartmaker
- группа Swedish House Mafia
- Modà
- dEUS
- La Fouine
- Ewa Farna
- группа Russian Red
- Нюша
- Александра Стан
- Aurea
- Dubioza Kolektiv
- Compact Disco
- Sirena
- Mark F. Angelo featuring Shaya
- The Young Professionals
- Gimma
- Charlie Straight

### Лучший артист Великобритании и Ирландии
- Адель
- группа Coldplay
- группа Florence and the Machine
- Джесси Джей
- группа Kasabian

### Лучший немецкий артист
- Beatsteaks
- Clueso
- Culcha Candela
- Frida Gold
- Лена

### Лучший датский артист
- L.O.C.
- Medina
- Nik & Jay
- Rasmus Seebach
- Rune RK

### Лучший финский артист
- Anna Abreu
- группа Children of Bodom
- Haloo Helsinki!
- Лаури Юлёнен
- группа Sunrise Avenue

### Лучший норвежский артист
- Erik og Kriss
- Eva & The Heartmaker
- Jaa9 & OnklP
- Jarle Bernhoft
- дуэт Madcon

### Лучший шведский артист
- Eric Amarillo
- Mohombi
- Робин
- группа Swedish House Mafia
- Вероника Маджио

### Лучший итальянский артист
- Фабри Фибра
- Джованотти
- Modà
- Negramaro
- Verdena

### Лучший бельгийский артист
- dEUS
- Goose
- Stromae
- The Subs
- Triggerfinger

### Лучший французский артист
- Ben L’Oncle Soul
- Дэвид Гетта
- La Fouine
- Мартин Сольвейг
- Soprano

### Лучший польский артист
- группа Afromental
- Дода
- Ewa Farna
- Monika Brodka
- группа Myslovitz

### Лучший испанский артист
- El Pescao
- Nach
- группа Russian Red
- Vetusta Morla
- Zenttric

### Лучший российский артист
- группа Градусы
- Каста
- Мачете
- Нюша
- Тимати

### Лучший румынский артист
- Александра Стан
- Fly project
- Guess Who
- Puya
- Smiley

### Лучший португальский артист
- Amor Electro
- Diego Miranda
- Aurea
- Expensive Soul
- The Gift

### Лучший адриатический артист
- группа Dubioza Kolektiv
- группа Hladno pivo
- Magnifico
- группа S.A.R.S.
- SevdahBABY

### Лучший венгерский артист
- Bin Jip
- группа Compact Disco
- Fish!
- Punnany Massif
- The Carbonfools

### Лучший турецкий артист
- Атийе Дениз
- Cartel
- Duman
- Хадисе
- группа Mor ve Ötesi

### Лучший украинский артист
- Джамала
- Иван Дорн
- группа Kazaky
- Макс Барских
- Sirena

### Лучший греческий артист
- Κokkina Xalia
- Mark F. Angelo и Shaya
- Melisses
- Onirama
- Panos Mouzourakis и Kostis Maraveyas

### Лучший израильский артист
- Izabo
- Liran Danino
- Sarit Hadad
- The Walking Man
- The Young Professionals

### Лучший швейцарский артист
- Adrian Stern
- Baschi
- Gimma
- Myron
- TinkaBelle

### Лучший чехословацкий артист
- Ben Cristovao
- Charlie Straight
- Debbi
- PSH
- Rytmus